# The Quiet Assassin
The Quiet Assassin è un cortometraggio statunitense del 2005, scritto e diretto da Alex Hardcastle.

## Trama
Jimmy Law apre il corto rivolgendosi alla telecamera per parlare direttamente agli spettatori e raccontare, sotto forma di confessione, la sua vita nei sei mesi precedenti: impiegato sottopagato di una piccola società per azioni, Law era un perdente e un nessuno perennemente costretto a subire i soprusi dei colleghi, del sistema, della moglie e dei superiori, in special modo l'odioso capo. Un giorno di particolare frustrazione, dopo aver perso l'autobus per recarsi in ufficio, Law si ritrova a desiderare intensamente la morte del conducente vedendo, pochi istanti dopo, il suo desiderio esaudito per via dell'improvviso infarto dell'uomo.
Compreso di poter assassinare chi desideri grazie alla sola forza di volontà, Law prende dunque in mano la sua vita e, nel giro di sei mesi elimina il capo, la moglie e decine di colleghi scalando, tramite promozioni, i vertici della piramide aziendale e iniziando una relazione con una donna decenni più giovane, Alessia. Resosi conto però di essere annoiato decide di confessare quanto compiuto in un videomessaggio unicamente per concludere, che, seppur gli spettatori ora conoscano la verità non potranno comunicarla a nessuno in quanto li ucciderà entro tre secondi.
Law inizia il conto alla rovescia e lo schermo si oscura.